# Gorgan
Gorgan (tudi Esterābād) je mesto v severnem Iranu in prestolnica pokrajine oz. ostana Golestan. Leži 400 kilometrov severno vzhodno od Teherana in 30 kilometrov od Kaspijskega jezera. Mesto s približno 330.000 prebivalci (2011) ima svoje letališče in več univerz.
Gorgan in okolica: